# Gran Premio motociclistico di Gran Bretagna 1995
Il Gran Premio motociclistico di Gran Bretagna 1995 fu il nono appuntamento del motomondiale 1995.
Si svolse il 23 luglio 1995 sul circuito di Donington Park e vide la vittoria di Mick Doohan nella classe 500, di Max Biaggi nella classe 250, di Kazuto Sakata nella classe 125, dell'equipaggio Rolf Biland-Kurt Waltisperg nella classe sidecar e di Jeffry de Vries nel Thunderbike Trophy.

## Classe 500

### Arrivati al traguardo
| Pos. | Nº | Pilota            | Squadra                  | Motocicletta  | Giri | Tempo     | Griglia | Punti |
| ---- | -- | ----------------- | ------------------------ | ------------- | ---- | --------- | ------- | ----- |
| 1º   | 1  | Mick Doohan       | Repsol Honda             | Honda         | 30   | 47:28.502 | 1       | 25    |
| 2º   | 4  | Daryl Beattie     | Lucky Strike Suzuki      | Suzuki        | 30   | +4.285    | 2       | 20    |
| 3º   | 6  | Àlex Crivillé     | Repsol Honda             | Honda         | 30   | +22.192   | 5       | 16    |
| 4º   | 65 | Loris Capirossi   | Marlboro Team Pileri     | Honda         | 30   | +37.296   | 6       | 13    |
| 5º   | 2  | Luca Cadalora     | Marlboro Team Roberts    | Yamaha        | 30   | +40.413   | 4       | 11    |
| 6º   | 7  | Shin'ichi Itō     | Repsol Honda             | Honda         | 30   | +46.131   | 9       | 10    |
| 7º   | 25 | Neil Hodgson      | World Champ. Motorsports | ROC Yamaha    | 30   | +58.509   | 11      | 9     |
| 8º   | 19 | Juan Borja        | Roc N.R.J.               | ROC Yamaha    | 30   | +59.330   | 15      | 8     |
| 9º   | 11 | Bernard Garcia    | Team ROC                 | ROC Yamaha    | 30   | +1:01.432 | 20      | 7     |
| 10º  | 14 | Adrian Bosshard   | Thommen Elf Racing       | ROC Yamaha    | 30   | +1:30.753 | 14      | 6     |
| 11º  | 32 | Toshiyuki Arakaki | Padgetts Racing          | Harris Yamaha | 30   | +1:30.868 | 18      | 5     |
| 12º  | 28 | Bruno Bonhuil     | M.T.D.                   | ROC Yamaha    | 30   | +1:36.608 | 22      | 4     |
| 13º  | 8  | Sean Emmett       | Harris Grand Prix        | Harris Yamaha | 30   | +1:37.132 | 16      | 3     |
| 14º  | 23 | Eugene McManus    | Padgetts Racing          | Harris Yamaha | 30   | +1:37.636 | 25      | 2     |
| 15º  | 85 | Chris Walker      | Padgetts Racing          | Harris Yamaha | 29   | +1 giro   | 27      | 1     |
| 16º  | 37 | Frédéric Protat   | FP Racing                | ROC Yamaha    | 29   | +1 giro   | 21      |       |
| 17º  | 21 | Bernard Haenggeli | Haenggeli Racing         | ROC Yamaha    | 29   | +1 giro   | 30      |       |
| 18º  | 17 | Norifumi Abe      | Marlboro Team Roberts    | Yamaha        | 27   | +3 giri   | 13      |       |

### Ritirati
| Nº | Pilota               | Squadra               | Motocicletta  | Giri | Griglia |
| -- | -------------------- | --------------------- | ------------- | ---- | ------- |
| 9  | Alex Barros          | Barros-Kanemoto-Honda | Honda         | 29   | 7       |
| 22 | Lucio Pedercini      | Team Pedercini        | ROC Yamaha    | 19   | 24      |
| 44 | Marc Garcia          | DR Team Shark         | ROC Yamaha    | 16   | 28      |
| 24 | Scott Gray           | Starsport             | Harris Yamaha | 16   | 29      |
| 69 | James Haydon         | Harris Grand Prix     | Harris Yamaha | 11   | 12      |
| 12 | Carlos Checa         | Fortuna-Honda-Pons    | Honda         | 9    | 10      |
| 13 | Loris Reggiani       | Aprilia Racing        | Aprilia       | 4    | 8       |
| 20 | Cristiano Migliorati | Harris Grand Prix     | Harris Yamaha | 4    | 17      |
| 70 | Marco Papa           | Team Marco Papa       | ROC Yamaha    | 4    | 31      |
| 10 | Jeremy McWilliams    | Team Millar           | Yamaha        | 1    | 26      |

### Non partiti
| Nº | Pilota              | Squadra             | Motocicletta | Griglia |
| -- | ------------------- | ------------------- | ------------ | ------- |
| 96 | James Whitham       | Roc Yamaha          | ROC Yamaha   | 23      |
| 45 | Scott Russell       | Lucky Strike Suzuki | Suzuki       | 3       |
| 51 | Jean Pierre Jeandat | Jpj Paton           | Paton        | 19      |

## Classe 250

### Arrivati al traguardo
| Pos. | Nº | Pilota                   | Squadra                | Motocicletta | Giri | Tempo     | Griglia | Punti |
| ---- | -- | ------------------------ | ---------------------- | ------------ | ---- | --------- | ------- | ----- |
| 1º   | 1  | Max Biaggi               | Chesterfield Aprilia   | Aprilia      | 27   | 43:14.102 | 1       | 25    |
| 2º   | 7  | Tetsuya Harada           | Marlboro Team Rainey   | Yamaha       | 27   | +2.848    | 4       | 20    |
| 3º   | 28 | Ralf Waldmann            | HB Honda Germany       | Honda        | 27   | +2.920    | 2       | 16    |
| 4º   | 19 | Olivier Jacque           | Elf-Honda-Tech 3       | Honda        | 27   | +19.798   | 9       | 13    |
| 5º   | 6  | Jean-Philippe Ruggia     | Elf-Honda-Tech 3       | Honda        | 27   | +20.722   | 8       | 11    |
| 6º   | 5  | Niall Mackenzie          | Docshop Racing         | Aprilia      | 27   | +27.054   | 7       | 10    |
| 7º   | 17 | Jurgen van den Goorbergh | Maxell Team Global     | Honda        | 27   | +27.870   | 6       | 9     |
| 8º   | 2  | Tadayuki Okada           | Team HRC               | Honda        | 27   | +30.096   | 5       | 8     |
| 9º   | 13 | Eskil Suter              | Mohag Aprilia          | Aprilia      | 27   | +44.450   | 11      | 7     |
| 10º  | 10 | Nobuatsu Aoki            | Blumex Rheos Racing    | Honda        | 27   | +44.646   | 14      | 6     |
| 11º  | 9  | Luis d'Antín             | MX Onda-S.S.P. Comp.   | Honda        | 27   | +45.172   | 12      | 5     |
| 12º  | 29 | Jürgen Fuchs             | HB Honda Germany       | Honda        | 27   | +45.580   | 15      | 4     |
| 13º  | 3  | Takeshi Tsujimura        | Fcc Technical Sports   | Honda        | 27   | +47.494   | 13      | 3     |
| 14º  | 18 | Roberto Locatelli        | Aprilia Racing         | Aprilia      | 27   | +47.588   | 21      | 2     |
| 15º  | 55 | Régis Laconi             | Equipe De France GP    | Honda        | 27   | +59.654   | 23      | 1     |
| 16º  | 30 | José Luis Cardoso        | PR2 Aprilia            | Aprilia      | 27   | +59.812   | 17      |       |
| 17º  | 41 | Jamie Robinson           | Docshop Racing         | Aprilia      | 27   | +1:05.850 | 20      |       |
| 18º  | 22 | Adolf Stadler            | Veitinger              | Aprilia      | 27   | +1:11.398 | 19      |       |
| 19º  | 27 | Sadanori Hikita          | Maxell Team Global     | Honda        | 27   | +1:18.324 | 24      |       |
| 20º  | 15 | Oliver Petrucciani       | Edo Racing             | Aprilia      | 27   | +1:20.790 | 16      |       |
| 21º  | 85 | Chris Walker             | Padgetts Racing        | Honda        | 27   | +1:23.716 | 26      |       |
| 22º  | 21 | Gregorio Lavilla         | MX Onda-S.S.P. Comp.   | Honda        | 27   | +1:23.861 | 22      |       |
| 23º  | 23 | Luis Maurel              | Maurel Competicion     | Honda        | 27   | +1:37.587 | 28      |       |
| 24º  | 88 | Scott Smart              | Total Mortimer Ferrari | Honda        | 26   | +1 giro   | 33      |       |

### Ritirati
| Nº | Pilota                    | Squadra              | Motocicletta | Giri | Griglia |
| -- | ------------------------- | -------------------- | ------------ | ---- | ------- |
| 16 | Patrick van den Goorbergh | Docshop Racing       | Aprilia      | 21   | 18      |
| 14 | Rubén Xaus                | Fortuna-Honda-Pons   | Honda        | 15   | 30      |
| 24 | Bernd Kassner             | Team Munich          | Aprilia      | 14   | 29      |
| 32 | Pere Riba                 | Bjc Racing           | Aprilia      | 6    | 31      |
| 8  | Jean-Michel Bayle         | Chesterfield Aprilia | Aprilia      | 3    | 3       |
| 25 | Kenny Roberts Jr          | Marlboro Team Rainey | Yamaha       | 3    | 10      |
| 84 | Callum Ramsay             | Aprilia Moto UK      | Aprilia      | 3    | 32      |
| 31 | Miguel Angel Castilla     | Troll 10x10 Repsol   | Honda        | 3    | 27      |

### Non partiti
| Nº | Pilota          | Squadra             | Motocicletta | Griglia |
| -- | --------------- | ------------------- | ------------ | ------- |
| 4  | Doriano Romboni | Honda Team Agostini | Honda        | 25      |
| 26 | Davide Bulega   | Givi Racing         | Honda        | 34      |

## Classe 125

### Arrivati al traguardo
| Pos. | Nº | Pilota            | Squadra                | Motocicletta | Giri | Tempo     | Griglia | Punti |
| ---- | -- | ----------------- | ---------------------- | ------------ | ---- | --------- | ------- | ----- |
| 1º   | 1  | Kazuto Sakata     | Krona-Aprilia          | Aprilia      | 26   | 44:06.180 | 2       | 25    |
| 2º   | 7  | Stefano Perugini  | Ipa Aprilia            | Aprilia      | 26   | +3.151    | 1       | 20    |
| 3º   | 26 | Emilio Alzamora   | Scot-San Patrignano    | Honda        | 26   | +5.563    | 3       | 16    |
| 4º   | 4  | Dirk Raudies      | HB Team Raudies        | Honda        | 26   | +7.766    | 5       | 13    |
| 5º   | 9  | Hideyuki Nakajō   | Jha Racing             | Honda        | 26   | +20.560   | 18      | 11    |
| 6º   | 8  | Masaki Tokudome   | Ditter Plastic         | Aprilia      | 26   | +26.934   | 14      | 10    |
| 7º   | 23 | Manfred Geissler  | Marlboro-Aprilia-Eckl  | Aprilia      | 26   | +27.232   | 17      | 9     |
| 8º   | 6  | Jorge Martínez    | Aspar Cepsa            | Yamaha       | 26   | +27.604   | 21      | 8     |
| 9º   | 44 | Darren Barton     | Scott-Attac!           | Yamaha       | 26   | +28.318   | 10      | 7     |
| 10º  | 28 | Takehiro Yamamoto | Moto Bum Team Harc Pro | Honda        | 26   | +28.547   | 13      | 6     |
| 11º  | 18 | Oliver Koch       | Ditter Plastic         | Aprilia      | 26   | +29.088   | 8       | 5     |
| 12º  | 10 | Herri Torrontegui | Pit Lane Racing        | Honda        | 26   | +30.370   | 16      | 4     |
| 13º  | 24 | Gabriele Debbia   | Debbia Team Semprucci  | Yamaha       | 26   | +33.437   | 12      | 3     |
| 14º  | 37 | Ken Miyasaka      | Jha Racing             | Honda        | 26   | +39.257   | 22      | 2     |
| 15º  | 38 | Luigi Ancona      | Scot-San Patrignano    | Honda        | 26   | +39.276   | 19      | 1     |
| 16º  | 21 | Tomoko Igata      | Fcc Technical Sports   | Honda        | 26   | +1:09.491 | 29      |       |
| 17º  | 32 | Hiroyuki Kikuchi  | Elf Team Kepla         | Honda        | 26   | +1:10.576 | 27      |       |
| 18º  | 29 | Yoshiyuki Sugai   | Racing Supply          | Honda        | 26   | +1:10.856 | 26      |       |
| 19º  | 85 | Steve Patrickson  | Hazleton Motors        | Honda        | 26   | +1:30.176 | 30      |       |
| 20º  | 40 | Massimo d'Agnano  | Scuderia Alfa Ducados  | Aprilia      | 26   | +1:31.186 | 32      |       |
| 21º  | 83 | Pete Jennings     | Knotts Racing          | Honda        | 25   | +1 giro   | 31      |       |
| 22º  | 31 | Stefan Kurfiss    | Scott-Attac!           | Aprilia      | 25   | +1 giro   | 28      |       |
| 23º  | 41 | Christian Kellner | Energizer Elf/Prein    | Yamaha       | 25   | +1 giro   | 34      |       |

### Ritirati
| Nº | Pilota             | Squadra               | Motocicletta | Giri | Griglia |
| -- | ------------------ | --------------------- | ------------ | ---- | ------- |
| 2  | Noboru Ueda        | Givi Racing           | Honda        | 21   | 9       |
| 20 | Tomomi Manako      | Fcc Technical Sports  | Honda        | 21   | 20      |
| 17 | Gianluigi Scalvini | Ipa Aprilia           | Aprilia      | 20   | 11      |
| 63 | Josep Sarda        | Europa Zwafink        | Honda        | 19   | 25      |
| 25 | Vittorio Lopez     | LB Racing             | Aprilia      | 10   | 24      |
| 84 | Jim Falls          | Colin Appleyard       | Honda        | 8    | 23      |
| 5  | Peter Öttl         | Marlboro-Aprilia-Eckl | Aprilia      | 7    | 7       |
| 19 | Yoshiaki Katō      | Aspar Cepsa           | Yamaha       | 7    | 15      |
| 22 | Andrea Ballerini   | Krona-Aprilia         | Aprilia      | 4    | 33      |
| 12 | Haruchika Aoki     | Blumex Rheos Racing   | Honda        | 0    | 4       |
| 14 | Akira Saito        | Docshop Racing        | Honda        | 0    | 6       |

## Classe sidecar
Seconda vittoria consecutiva per l'equipaggio Rolf Biland-Kurt Waltisperg, che precede al traguardo Bösiger-Egli e Bohnhorst-Brown. I fratelli Paul-Charly Güdel si ritirano per un guasto mentre erano in seconda posizione.
In classifica Dixon, qui 6º, rimane in testa con 100 punti; a due gare dal termine gli inseguitori sono Abbott a 72, Bösiger a 64 e Biland a 50 (Barry Brindley, anch'egli a 50 punti, è fuori dalla lotta in ragione dei piazzamenti).

### Arrivati al traguardo (posizioni a punti)[2]
| Pos. | Pilota             | Passeggero              | Sidecar       | Giri | Tempo     | Punti |
| ---- | ------------------ | ----------------------- | ------------- | ---- | --------- | ----- |
| 1º   | Rolf Biland        | Kurt Waltisperg         | LCR-BRM       | 26   | 42'51"654 | 25    |
| 2º   | Markus Bösiger     | Jürg Egli               | LCR-ADM       | 26   | +10"638   | 20    |
| 3º   | Ralph Bohnhorst    | Peter Brown             | LCR-BRM       | 26   | +13"486   | 16    |
| 4º   | Klaus Klaffenböck  | Christian Parzer        | Windle-BRM    | 26   | +14"440   | 13    |
| 5º   | Steve Abbott       | Julian Tailford         | Windle-ADM    | 26   | +15"491   | 11    |
| 6º   | Darren Dixon       | Andy Hetherington       | Windle-ADM    | 26   | +49"076   | 10    |
| 7º   | Barry Brindley     | Scott Whiteside         | LCR-Yamaha    |      |           | 9     |
| 8º   | Tony Wyssen        | Kilian Wyssen           | LCR-BRM       |      |           | 8     |
| 9º   | Yoshisada Kumagaya | Trevor Hopkinson        | LCR-Endurance |      |           | 7     |
| 10º  | Benny Janssen      | Frans Geurts van Kessel | LCR-Honda     |      |           | 6     |
| 11º  | Markus Schlosser   | Adolf Hänni             | LCR-ADM       |      |           | 5     |
| 12º  | Martin Whittington | Simon Birkett           | LCR-Krauser   |      |           | 4     |
| 13º  | Reiner Koster      | Jochen Klaffenböck      | LCR-ADM       |      |           | 3     |

## Thunderbike Trophy

### Arrivati al traguardo
| Pos. | Nº | Pilota           | Motocicletta | Giri | Tempo     | Punti |
| ---- | -- | ---------------- | ------------ | ---- | --------- | ----- |
| 1º   | 61 | Jeffry de Vries  | Yamaha       | 23   | 39'02.313 | 25    |
| 2º   | 3  | Fred Bayens      | Honda        | 23   | +3.130    | 20    |
| 3º   | 17 | Udo Mark         | Kawasaki     | 23   | +11.065   | 16    |
| 4º   | 18 | Enrique de Juan  | Honda        | 23   | +19.643   | 13    |
| 5º   | 8  | Wilco Zeelenberg | Honda        | 23   | +20.589   | 11    |
| 6º   | 83 | Iain Duffus      | Honda        | 23   | +23.157   | 10    |
| 7º   | 4  | Idalio Gavira    | Honda        | 23   | +30.245   | 9     |
| 8º   | 9  | Phillip McCallen | Honda        | 23   | +35.961   | 8     |
| 9º   | 26 | Yuichi Takeda    | Honda        | 23   | +37.475   | 7     |
| 10º  | 15 | Iain MacPherson  | Honda        | 23   | +39.893   | 6     |
| 11º  | 14 | Óscar Sainz      | Kawasaki     | 23   | +55.856   | 5     |
| 12º  | 87 | Dave Martin      | Kawasaki     | 23   | +1'03.341 | 4     |
| 13º  | 1  | Yves Briguet     | Honda        | 23   | +1'04.627 | 3     |
| 14º  | 60 | Eric Mahé        | Honda        | 23   | +1'06.346 | 2     |
| 15º  | 86 | John Crawford    | Honda        | 23   | +1'15.185 | 1     |
| 16º  | 21 | Cees Doorakkers  | Bimota       | 23   | +1'15.274 |       |
| 17º  | 22 | Jean Foray       | Bimota       | 23   | +1'17.057 |       |
| 18º  | 28 | Urs Schneider    | Honda        | 23   | +1'26.941 |       |
| 19º  | 27 | Theo Dietlin     | Honda        | 22   | +1 giro   |       |

### Ritirati
| Nº | Pilota             | Motocicletta | Giri |
| -- | ------------------ | ------------ | ---- |
| 16 | Marco Risitano     | Bimota       | 22   |
| 10 | Giovanni Bussei    | Bimota       | 18   |
| 88 | Howard Whitby      | Honda        | 13   |
| 25 | Gilson Scudeler    | Honda        | 13   |
| 85 | Gary Weston        | Yamaha       | 12   |
| 2  | Christian Zwedorn  | Honda        | 9    |
| 7  | Stéphane Mertens   | Honda        | 8    |
| 81 | Mike Edwards       | Honda        | 7    |
| 19 | Danny Schildermans | Honda        | 6    |
| 84 | Peter Jennings     | Honda        | 3    |
| 82 | Dave Heal          | Yamaha       | 0    |
| 5  | Eustaquio Gavira   | Honda        | 0    |